# Gelanor ornatus
Gelanor ornatus is een spinnensoort in de taxonomische indeling van de Spinneneters (Mimetidae).
Het dier behoort tot het geslacht Gelanor. De wetenschappelijke naam van de soort werd voor het eerst geldig gepubliceerd in 1953 door Schenkel.